# 小行星5073
小行星5073（英語：5073 Junttura）是一颗围绕太阳公转的主小行星帶小行星。1943年3月3日，芬兰天文学家爾約·維薩拉在图尔库发现了此天体。
这颗小行星的绝对星等为184.6220183784665等。
这颗小行星的名字Junttura指的是一种芬兰人的民族性格，在有些时候非常固执地一定要把一件事情做到底。